# Литорална зона
Вижте пояснителната страница за други значения на Литорал.
Литоралната зона или Приливно-отливна зона (на латински: litoralis — крайбрежен, брегови) е екологичната зона от морското дъно, заливана по време на прилив и осушавана по време на отлив. Разполага се между нивото на водата при най-ниския отлив и нивото на водата при най-високия прилив и обикновено се използва за определяне на местообитанията на множество морски форми на живот. Този участък от морското дъно се покрива и освобождава от водата два пъти в денонощието.
Някои учени назовават литорална зона – континентален склон или зона на разпространение на морските растения, като включват цялото дъно на морските басейни на дълбочина 200 m, а други – на дълбочина 40 – 50 m, където се прокарва долната граница на действието на морските вълни. В зависимост от наклона на дъното и амплитудата на приливно-отливните колебания ширината на литоралната зона може да бъде от няколко метра до няколко километри. В зависимост от грунта по дъното на водоемите се различават четири вида литорални зони: тинеста, пясъчна, камениста и скалиста.

## Литорални подзони
Литоралната област обикновено се разделя на три подзони:
- Супралиторална зона – зона, която е над най-високата точка на прилива, но е засегната от прибоя на вълните. Тази зона има екстремни, но сравнително стабилни условия на живот през цялата година, в горещи и сухи лета и в студени зими. Тя е изложена на силна слънчева радиация и на високото ниво на солеността на локви, които бавно се изпаряват на слънце. Броят на видовете, живеещи в тази зона, е сравнително малък.
- Същинска литорална зона – зоната между най-горната граница на прилива и най-долната граница на отлива. Подобно на супралиторалната зона, условията на живот тук също са екстремни, но са обект на внезапни промени. Зоната е под въздействие на физически сили като прибой на вълните и ерозия, по време на прилив животните трябва да се адаптират към живота под вода и при отлив, към условията на въздуха, вятъра и пряката слънчева светлина. Животните в тази зона обикновено имат уникални адаптации към жизнената среда.
- Сублиторална зона – зоната, която е непосредствено след най-ниската точка на отлива и е винаги залята с морска вода.[1]

## Литорална фауна
Литоралната фауна включва всички животни, които я населяват. За нея е характерно приспособяването ѝ към строго периодичното пребиваване на въздух, към резките денонощни и сезонни колебания на температурата и солеността, към действието на пряката слънчева радиация и прибоя на морските вълни. Много от обитателите на литоралната зона по време на отлив се крият под камъни, сред водораслите, под надвиснали скали или извършват регулярни премествания по вертикалата, следвайки приливите и изменението на морското равнище.
В състава на литоралната фауна влизат множество безгръбначни (морски гъби, чревноивичести, червеи, ракообразни, мекотели, ектопрокти, иглокожи и др.) и риби. Най-богата и разнообразна е литоралната фауна в тропиците, като по направлението от екватора към полюсите тя става все по-бедна на видове. В Арктика и Антарктика, където голяма част от годината литоралната зона е покрита с ледове и по откритите прибойни плажове в тропичните пояси, където е много силна инсолацията, литоралната фауна е крайно бедна или отсъства. В умерената зона средната величина на биомасата на литоралната фауна съставлява 2 – 3 kg/m², достигайки в отделни места 30 – 40 kg/m². В тропиците средната величина на биомасата е малко под 1 kg/m², но на места достига 40 – 43 kg/m². У литоралните животни са се развили разнообразни приспособления, препятстващи изсъхването им по време на отлив, например плътното затваряне на раковините им (при много мекотели, ракообразни и морски желъди), плътно прилепване към камъните (при панцерните мекотели и морските блюдца), силно свиване и покриване със слуз (при голохрилите охлюви и актинии) и т.н. Различни животински видове са способни да остават във въздушна среда повече или по-малко продължително време, което обуславя вертикалната зоналност в разпределението на литоралната фауна. Добре защитените от изсъхване животински видове населяват горните хоризонти на зоната, а по-слабо защитените – средните и долните хоризонти. Обитаващите в сублиторалната подзона животни (някои видове риби, скариди и др.) само по време на прилив се появяват в литоралната зона, използвайки намиращата се тук обилна храна. В моретата на умерената зона литоралните животни през зимата мигрират в сублиторалната подзона, други изпадат в анабиоза и могат да преживеят продължително замразяване. По скалите обитават морски желъди (балануси) и стриди, миди и други митилиди, актинии, панцерни мекотели, асцидии, а по дъното, в тинята и пясъка – множество червеи и мекотели.
Литоралната зона е преходна зона между морето и сушата. Тук най-вече се осъществява прехода от морски към сухоземен начин на живот (раци, червеи и др.) и вторичен преход от наземен към морски живот (някои видове мекотели). В моретата, лишени от приливно-отливни процеси, литоралната фауна съответства на тази от крайбрежната сухоземна ивица, заливана от вълните – т.нар. псевдолиторална фауна, а фауната, населяваща супралиторалната зона (прибоя на вълните), се нарича супралиторална. Множество от литоралните животни се използват за храна и са обект на промишлен риболов – стриди, миди, раци, морски таралежи, някои видове червеи и др.

## Литорална флора
В моретата литоралната флора се състои основно от зелени, кафяви, червени и синьозелени водорасли, прикрепени към дъното. Видовият състав на литоралната флора съществено се изменя от горните към долните хоризонти на литоралната зона, като най-голямо значение за нейното разпространение има вида и състава на морското дъно. В литорални зони с каменисто дъно литоралната флора е по-богата от тази с меко дъно (тиня, пясък). Най-пищно развитие литоралната флора достига в умерените пояси. Тук в горния хоризонт на зоната растат предимно зелени водорасли, а в средната и долната – кафяви и червени водорасли. В северните ширини литоралната флора е слабо развита, а в тропиците, в участъците от крайбрежието, подложено на действието на пряката слънчева светлина, литоралната флора е представена от мангрови дървета и по рядко водни треви и водорасли. Литоралната флора играе голяма роля в крайбрежната ивица като основен източник за натрупване на органични вещества, а също и за убежище и често за храна на животните, населяващи литоралната зона. Литоралната флора във вътрешните сухоземни водоеми заема обширна зона до границата на дълбоководната растителност и се състои основно от цветни растения.